# Crac'h

Crac'h este o comună în departamentul Morbihan, Franța. În 1 ianuarie 2022 avea o populație de 3.458 de locuitori.